# Seznam žen v českém filmu
Toto je seznam významných ženských osobností české kinematografie. Autorky jsou řazeny podle abecedy a doplněny jednotlivé profese. Nejsou zde zařazeny české filmové herečky.

## A
- Boca Abrhámová (* 1934), filmová historička, scenáristka, herečka

## B
- Karin Krajčo Babinská (* 1974), filmová režisérka
- Klára Belicová, filmová kameramanka
- Jindřiška Bláhová (* 1979), filmová publicistka, historička, předsedkyně sdružení Českých filmových kritiků
- Jasmína Blaževič (* 1965), filmová dokumentaristka
- Jana Boková (* 1948), filmová dokumentaristka
- Lucie Bokšteflová (* 1987), filmová scenáristka
- Tereza Brdečková (* 1957), filmová spisovatelka, scenáristka, dramaturgyně a publicistka

## C
- Natálie Císařovská (* 1988), filmová režisérka, scenáristka, kameramanka
- Andrea Culková (* 1977), filmová dokumentaristka

## Č
- Viera Čákanyová (* 1980), filmová dokumentaristka
- Kateřina Černá (* 1964), filmová producentka
- Thea Červenková (1878–1957/1961), filmová režisérka
- Alena Činčerová (* 1954), filmová dokumentaristka

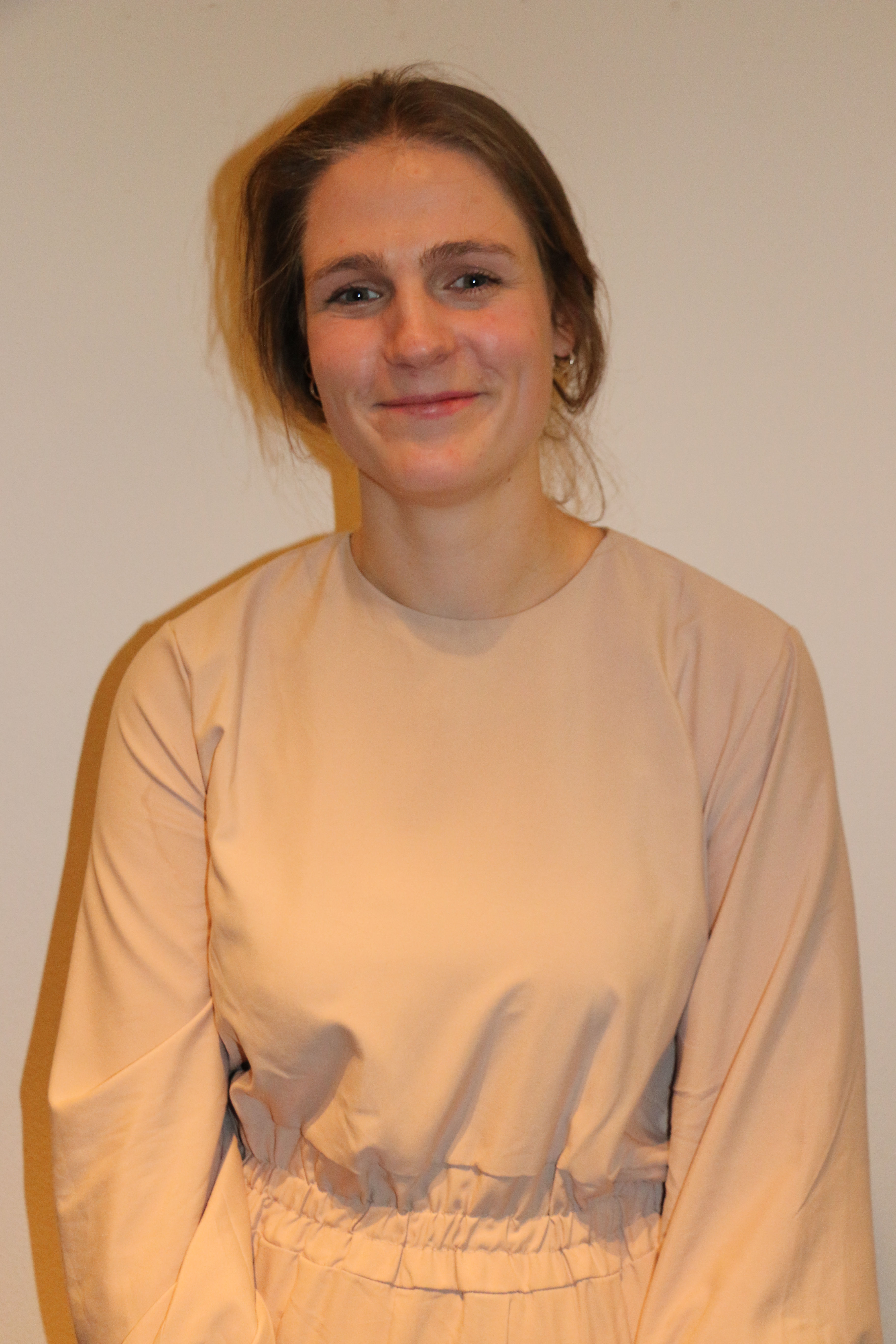
Karolína Davidová

## D
- Olga Dabrowská (* 1968), filmová režisérka, scenáristka a dramaturgyně
- Karolína Davidová (* 1992), filmová producentka
- Tereza Czesany Dvořáková (* 1977), filmová historička, vedoucí Katedry produkce FAMU

## F
- Marta Ferencová (* 1973), slovenská filmová režisérka

## G
- Hana Gomoláková, kreativní producentka

## H
- Hana Hamplová (roz. Hovorková) (* 1951), fotografka, absolventka FAMU
- Jaroslava Havettová (* 1942), filmová režisérka, animátorka
- Hedvika Hansalová, filmová střihačka
- Jana Hojdová (*1989), filmová kameramanka
- Angelika Hanauerová (1943–2019), filmová dokumentaristka
- Erika Hníková (* 1976), filmová dokumentaristka
- Dagmar Hyková-Táborská (1935–2005), filmová střihačka
- Alena Hynková (1947–2014), filmová režisérka
- Šárka Hejnová (* 1949), filmová kostýmní výtvarnice

## Ch
- Věra Chytilová (1929–2014), česká režisérka a scenáristka
- Irena Charvátová (1942–2008), česká scenáristka

## I
- Lenka Ivančíková (* 1982), filmová režisérka

## J
- Antonie Janková (= Tonička Janková) (* 1948), filmová střihačka
- Linda Kallistová Jablonská (* 1979), filmová dokumentaristka

## K

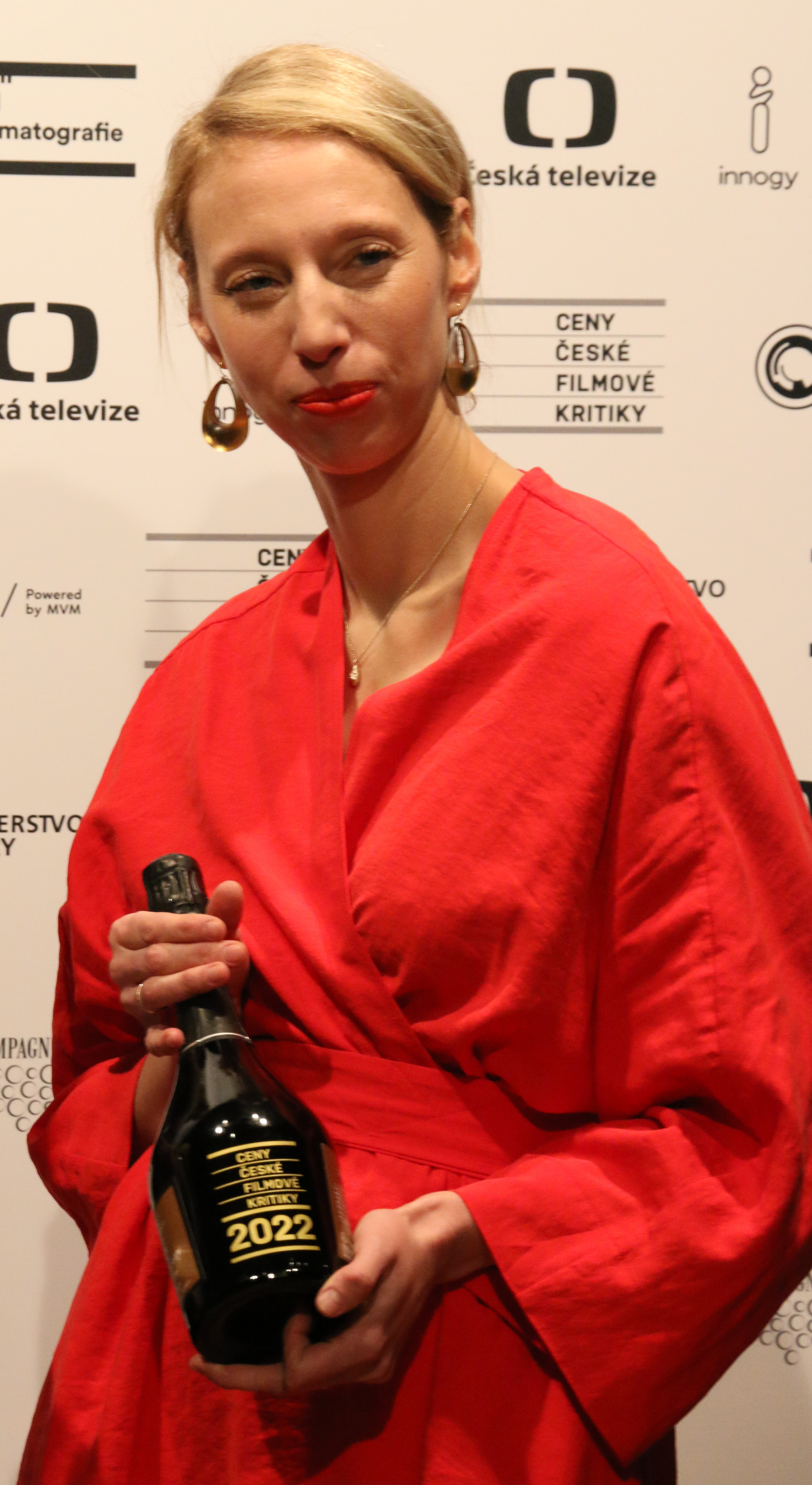
Rozálie Kohoutová

- Lucia Kajánková (* 1987), režisérka a kreativní producentka
- Kateřina Karhánková (* 1988), animátorka a režisérka
- Daria Kashcheeva (* 1986), animátorka
- Sandra Klouzová, filmová zvukařka
- Susan Kodicek (* 1947–2011, Zuzana Opršalová), herečka
- Rozálie Kohoutová (* 1985), filmová režisérka
- Adéla Komrzý (* 1992), filmová dokumentaristka
- Tereza Kopáčová (* 1969), filmová režisérka
- Galina Kopaněva (1931–2012), filmová publicistka
- Marta Kovářová (* 1983), filmová dokumentaristka, hudebnice
- Drahomíra Králová (1930–2007), filmová režisérka
- Ester Krumbachová (1923–1996), filmová režisérka, scenáristka, scénografka a kostýmní výtvarnice
- Lucie Králová (* 1978), česká dokumentaristka
- Marie Křížková (1928–2022), filmová střihačka

## L
- Veronika Lišková (* 1982), filmová dokumentaristka a producentka
- Kateřina Lojdová (* 1961), herečka, politička, producentka

## M

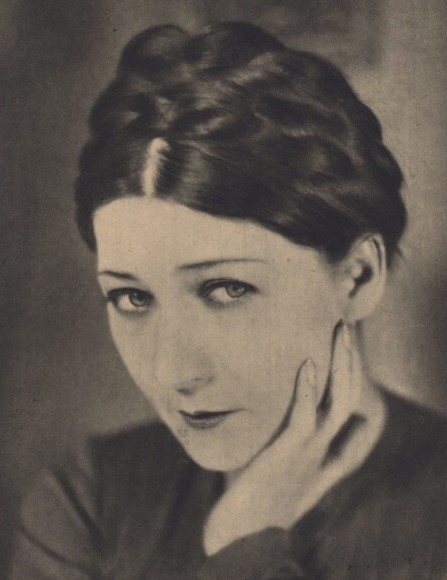
Zet Molas

- Zet MolasAlexandra Májová (* 1988), filmová animátorka
- Tatiana Miková (* 1974), hudební skladatelka
- Lenka Mikulová, filmová zvukařka
- Božena Možíšová (1920–2004), filmová animátorka
- Zet Molas (1896–1956), filmová režisérka a herečka
- Mária Môťovská (* 1995), slovenská producentka žijící v ČR

## N
- Alice Nellis (* 1971), filmová režisérka hraných filmů
- Jitka Němcová (1950), filmová režisérka a pedagožka
- Tereza Nvotová (* 1988), filmová režisérka a herečka
- Marta Nováková, filmová režisérka

## O
- Johana Ožvold (roz. Švarcová) (* 1983), filmová dokumentaristka, sound designérka a moderátorka

## P
- Beata Parkanová (* 1985), filmová režisérka
- Michaela Patríková, filmová zvukařka

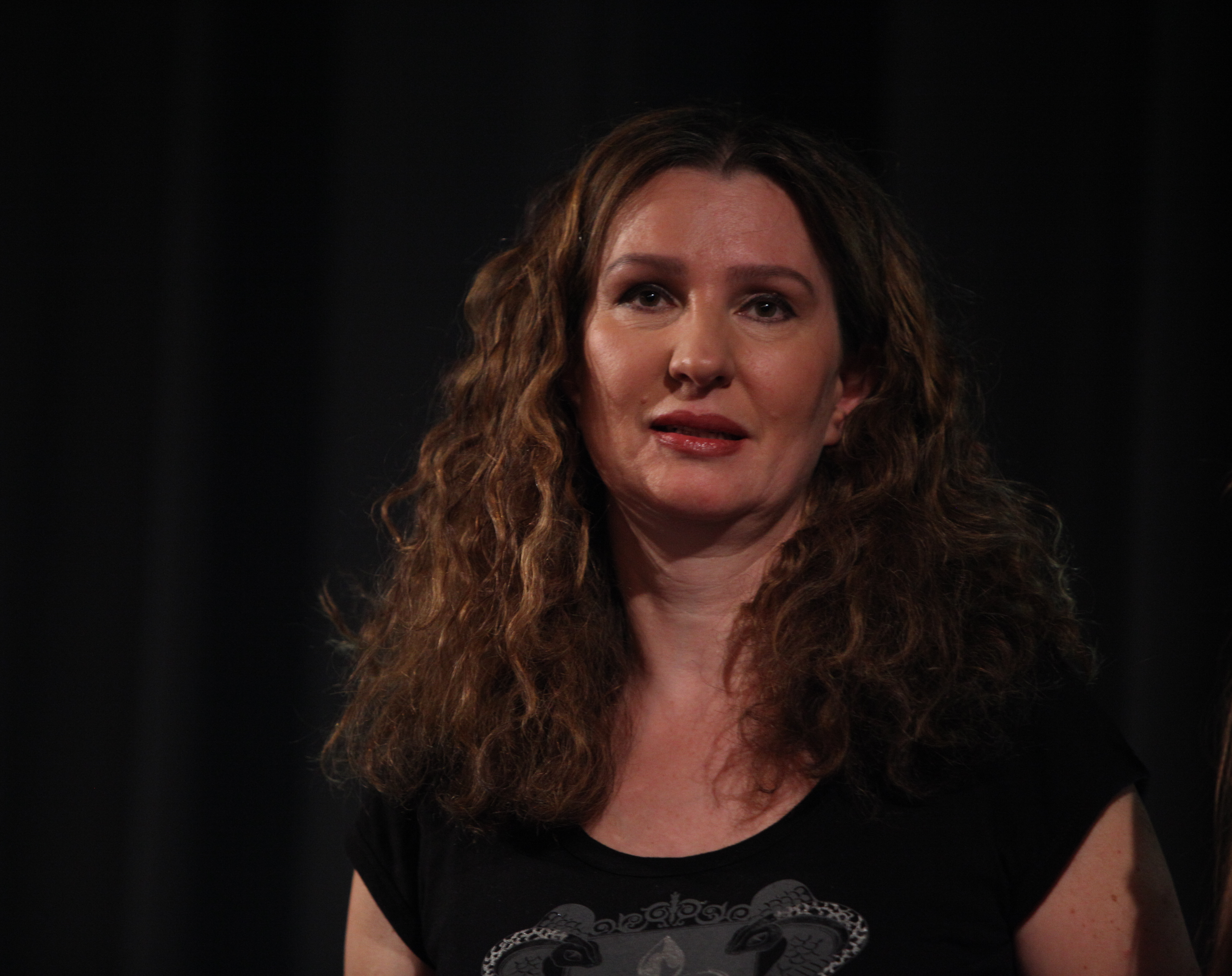
Irena Pavlásková

- Irena PavláskováIrena Pavlásková (* 1960), filmová režisérka
- Michaela Pavlátová (* 1961), animátorka, režisérka animovaných filmů
- Jiřina Pěčová, filmová střihačka
- Hana Pinkavová (1950), filmová režisérka a scenáristka
- Marcela Pittermannová (* 1933), filmová dramaturgyně a scenáristka
- Věra Plívová-Šimková (* 1934), filmová režisérka a scenáristka
- Jana Počtová (* 1980), filmová dokumentaristka
- Jarmila Poláková, filmová producentka
- Marie Poledňáková (1941–2022), filmová režisérka
- Vlasta Pospíšilová (1935–2022), filmová animátorka a režisérka
- Maria Procházková (* 1975), filmová režisérka
- Alena Prokopová, filmová publicistka

## R
- Olga Rautenkranzová (1891–1973), filmová režisérka a herečka z doby němého filmu
- Slobodanka Radun, filmová dokumentaristka
- Jitka Rudolfová (1979), filmová režisérka
- Alice Růžičková (* 1966), filmová dokumentaristka a autorka experimentálních filmů, vedoucí Katedry dokumentární tvorby na FAMU
- Olga Růžičková (1921–2019), filmová režisérka
- Apolena Rychlíková (* 1989), filmová dokumentaristka a publicistka
- Tereza Malá Rychnovská, výkonná ředitelka ČFTA
- Anna Johnson Ryndová (* 1977), filmová střihačka

## S

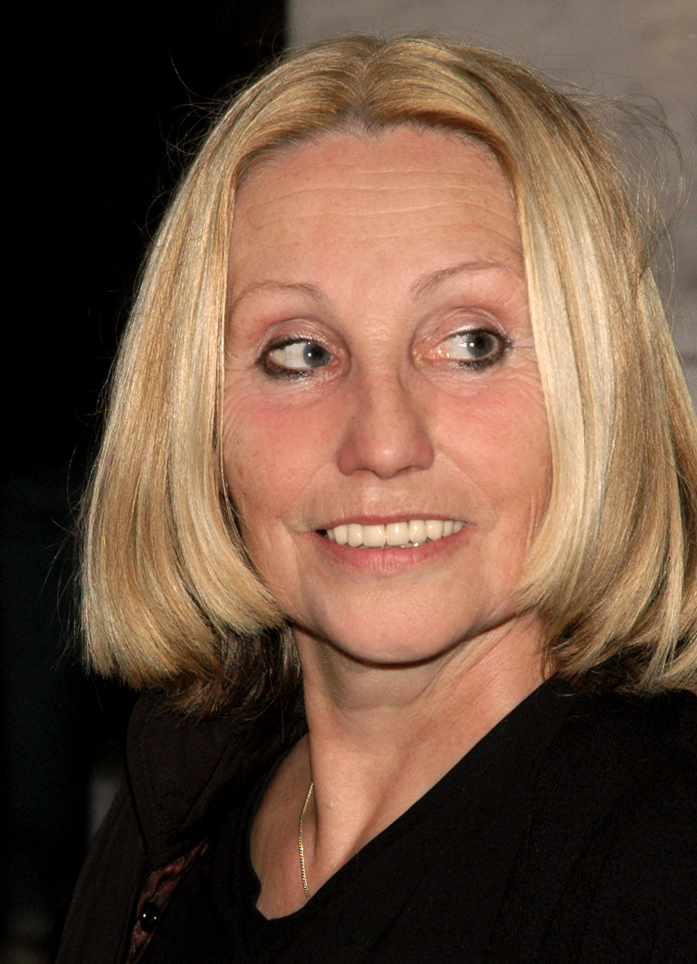
Olga Sommerová

- Eva Sadková (1931–2000), televizní režisérka
- Milada Sádková (1928–2015), filmová střihačka
- Andrea Sedláčková (* 1967), filmová režisérka, herečka, scenáristka
- Andula Sedláčková (1887–1967), filmová režisérka
- Dagmar Sedláčková (1927–2004), filmová producentka
- Andrea Slováková (* 1981), filmová dokumentaristka, děkanka FAMU
- Anna Smoroňová, filmová kameramanka
- Olga Sommerová (* 1949), filmová dokumentaristka a poslankyně
- Zuzana Špidlová (= Zuzana Kichnerová) (* 1978), filmová režisérka
- Bára Anna Stejskalová (* 1992), česká animátorka
- Greta Stocklassa, česko-švédská dokumentaristka
- Karla Stojáková, filmová producentka
- Vlasta Styblíková (1927–2004), filmová střihačka

## Š
- Jana Ševčíková (* 1953), filmová dokumentaristka
- Adéla Špaljová (* 1976), filmová střihačka

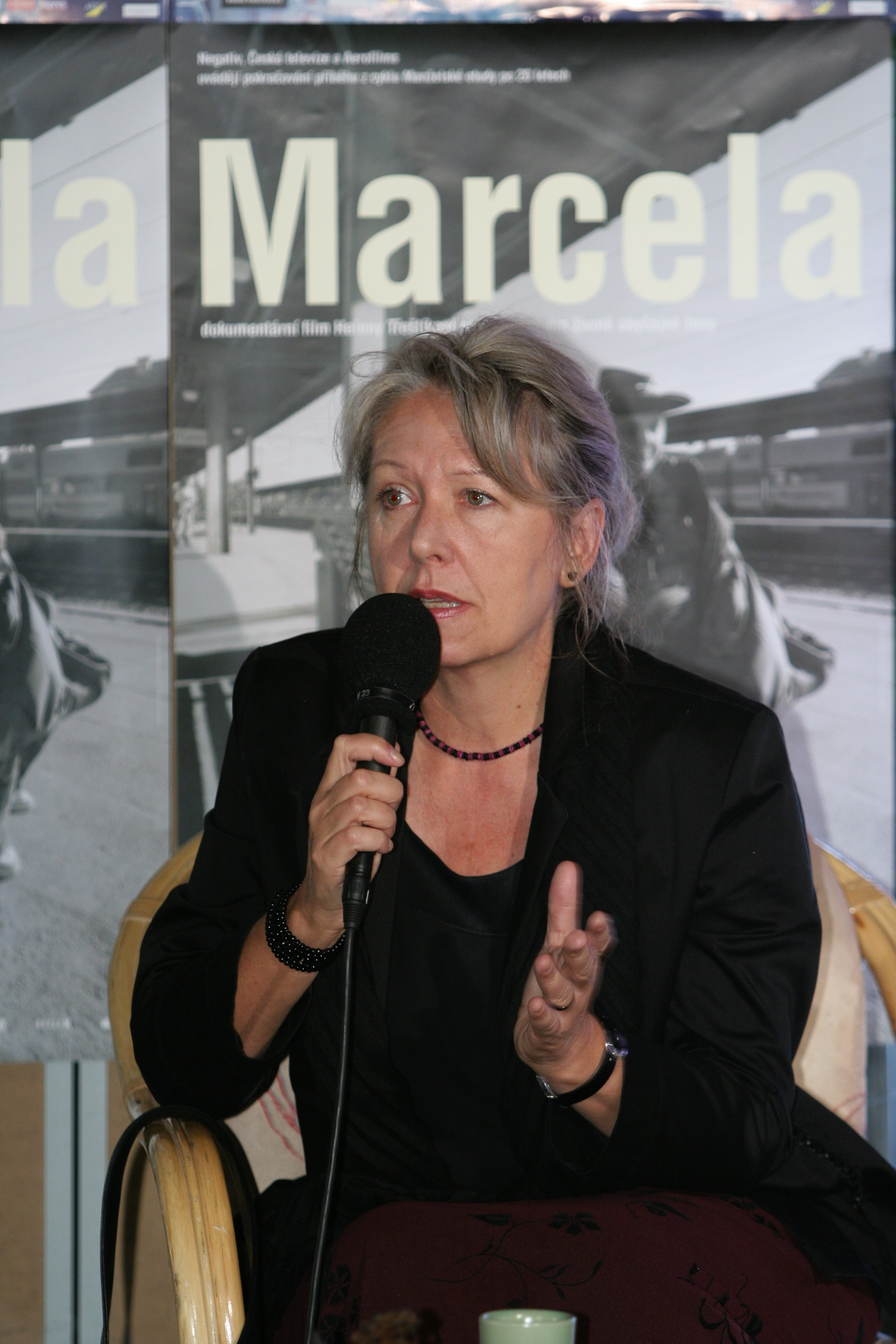
Helena Třeštíková na premiéře filmu Marcela

- Helena Třeštíková na premiéře filmu MarcelaVěra Štinglová (* 1928), filmová kameramanka

## T
- Alice Tabery, filmová dokumentaristka a teoretička
- Tereza Tara, filmová dokumentaristka
- Milada Těšitelová (* 1988), filmová scenáristka a dramaturgyně
- Yvon Teysslerová, filmová kameramanka
- Helena Třeštíková (1949), filmová dokumentaristka
- Kateř Tureček (* 1993), filmová režisérka a aktivistka
- Hermína Týrlová (1900–1993), filmová režisérka a animátorka

## U
- Radana Ulverová, filmová publicistka
- Petra Ušelová (* 1973), filmová scenáristka

## V

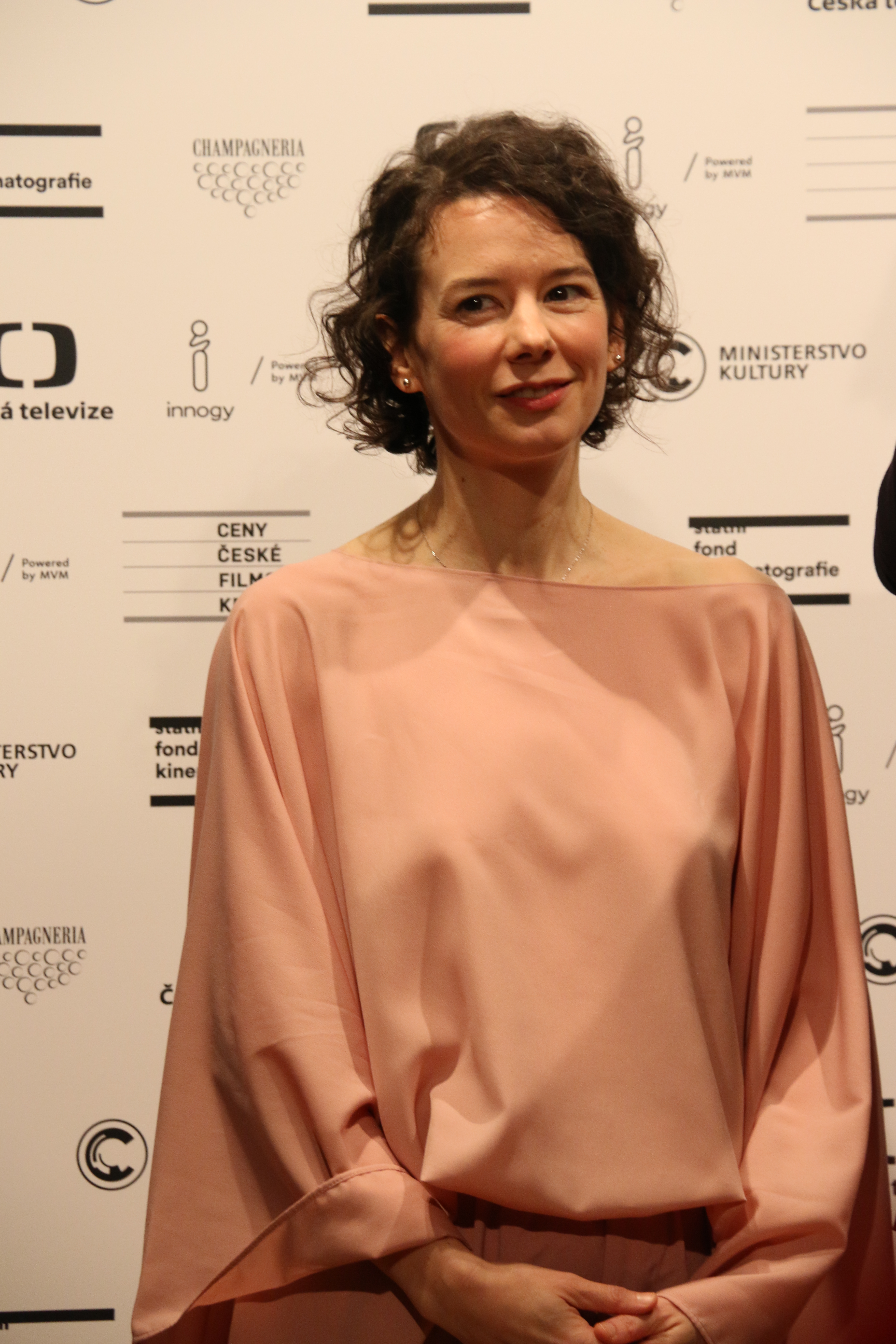
Střihačka Janka Vlčková na Cenách filmové kritiky 2022

- Střihačka Janka Vlčková na Cenách filmové kritiky 2022Diana Cam Van Nguyen (* 1993), filmová animátorka
- Drahomíra Vihanová (1930–2017), filmová režisérka
- Janka Vlčková (* 1981), filmová střihačka
- Jaroslava Vošmiková (1943), filmová režisérka
- Hana Vyšínská, filmová zvukařka

## Z
- Eva Zaoralová (1932–2022), filmová publicistka, kritička, dlouholetá umělecká ředitelka karlovarského festivalu
- Sára Zeithammerová (* 1997), filmová scenáristka

## Ž
- Julie Žáčková (* 1988), filmová producentka

## Galerie

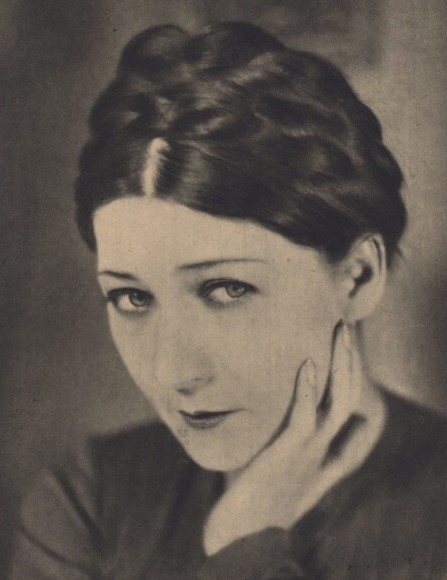
Zet Molas
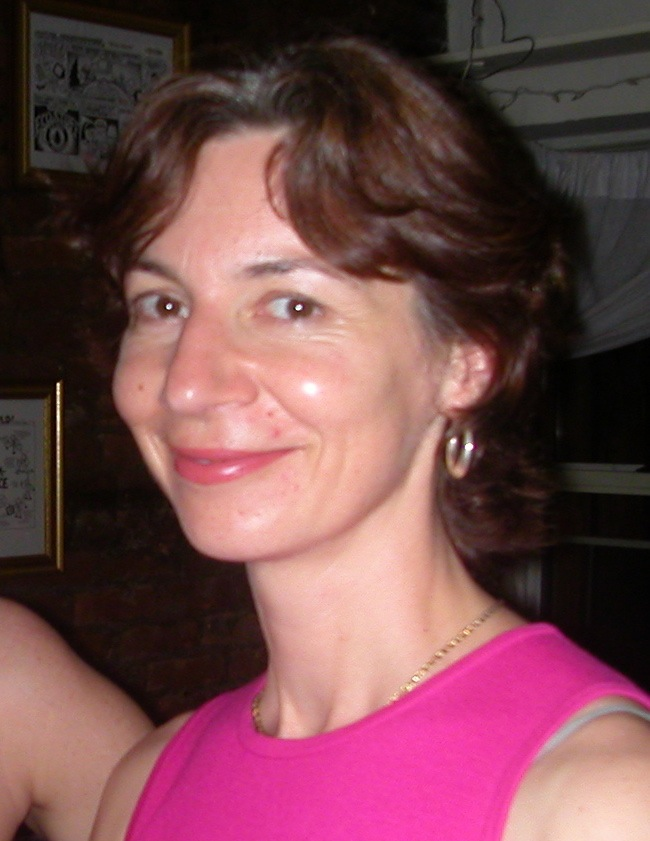
Michaela Pavlátová
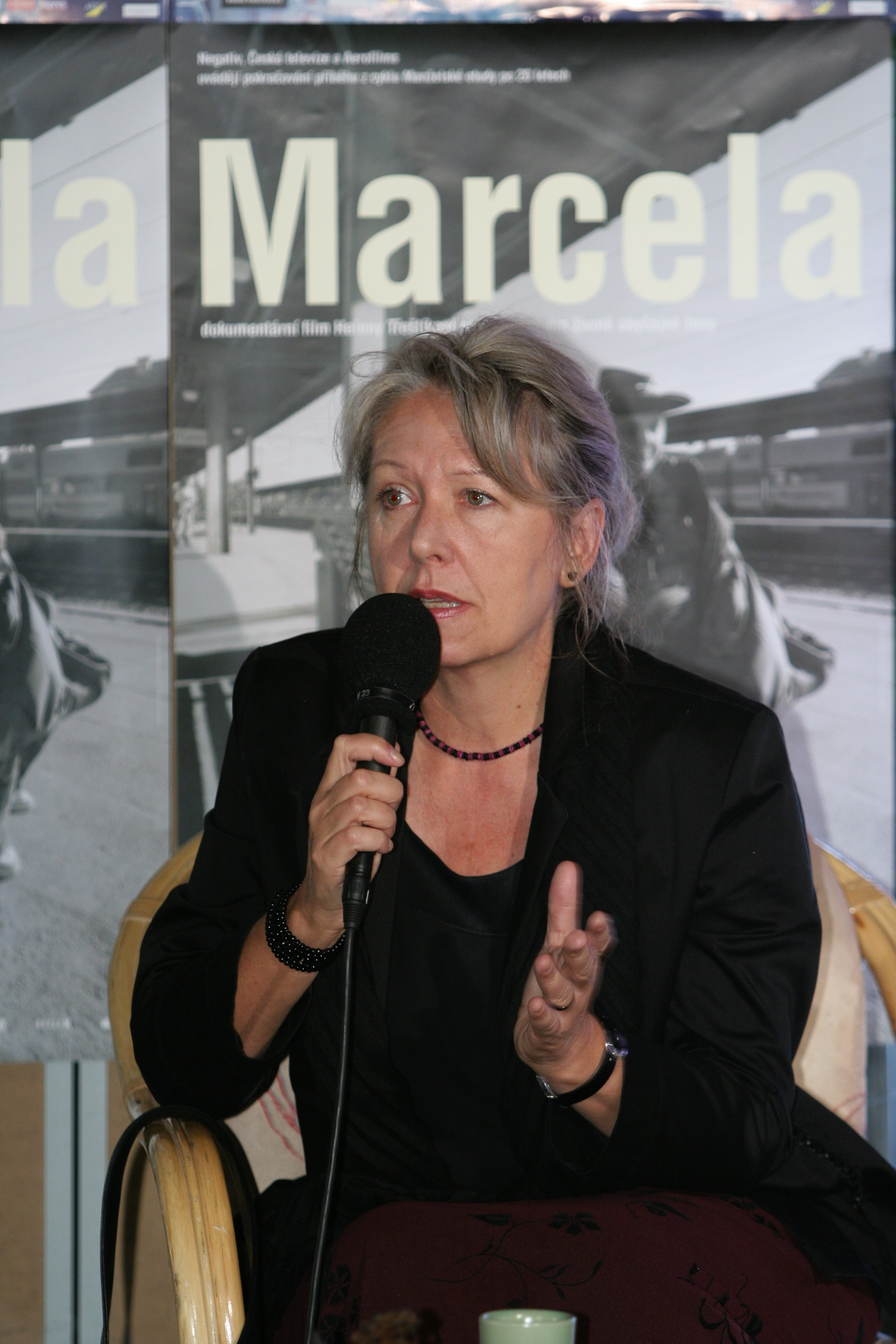
Helena Třeštíková
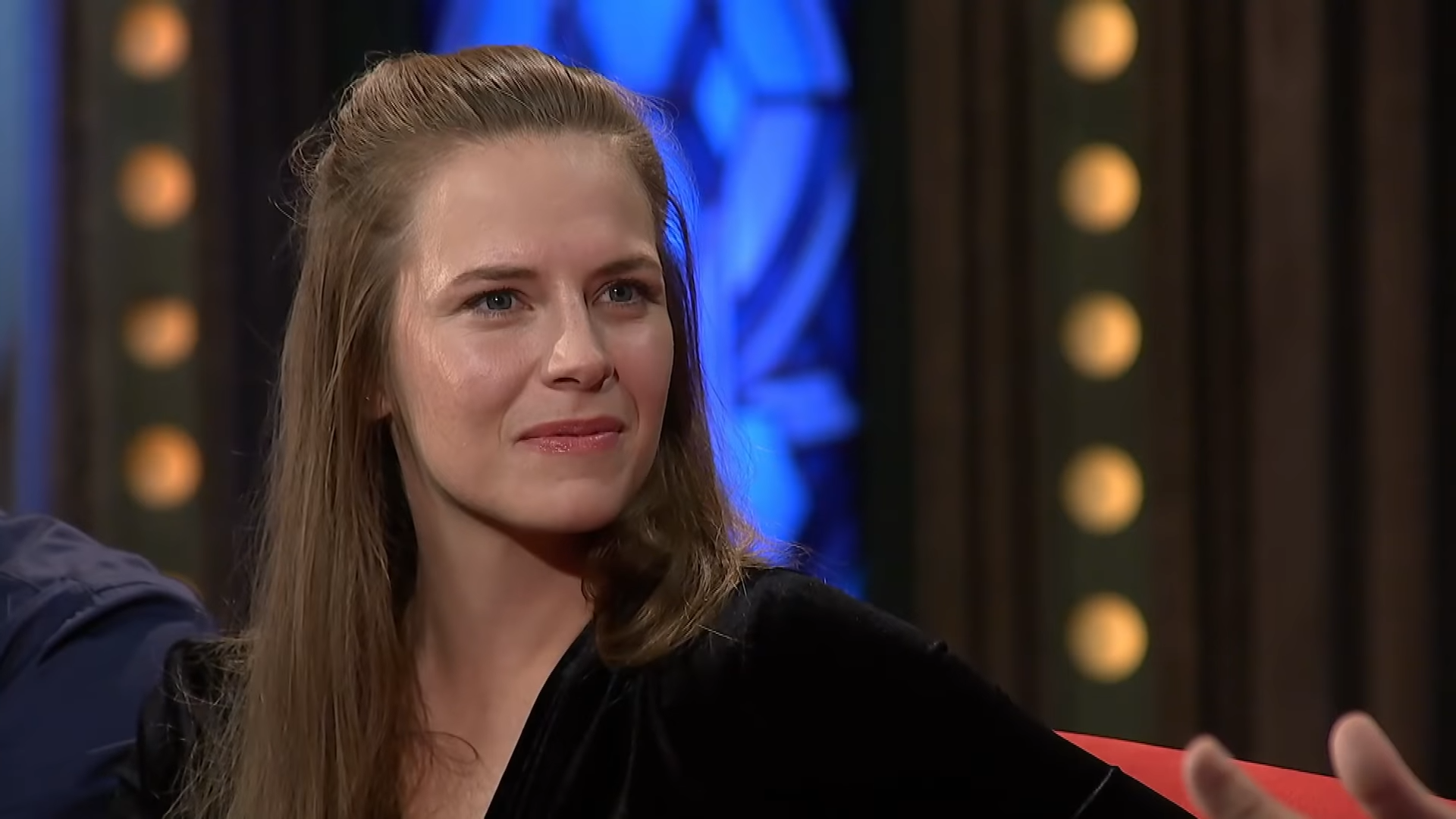
Petra Nesvačilová
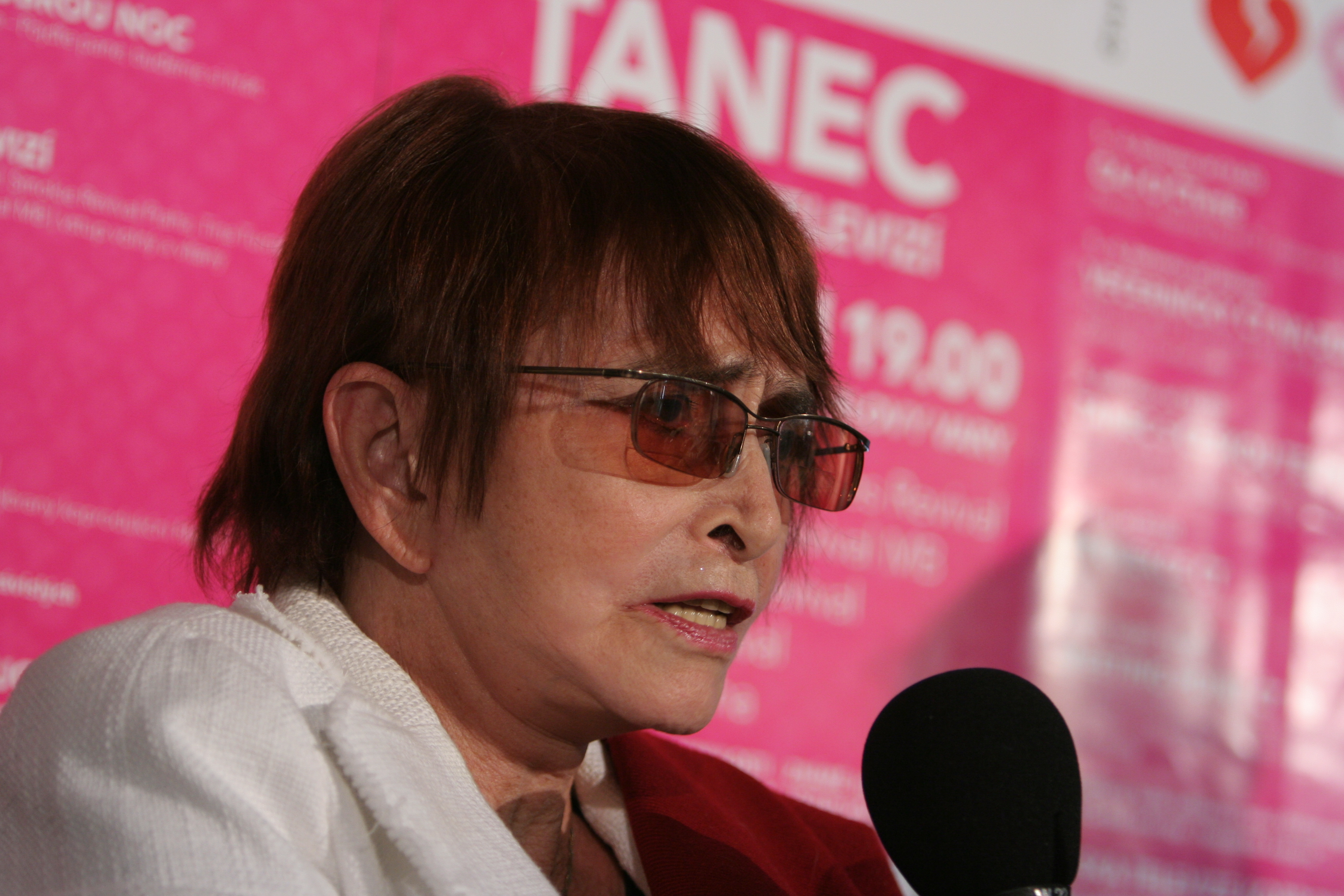
Věra Chytilová
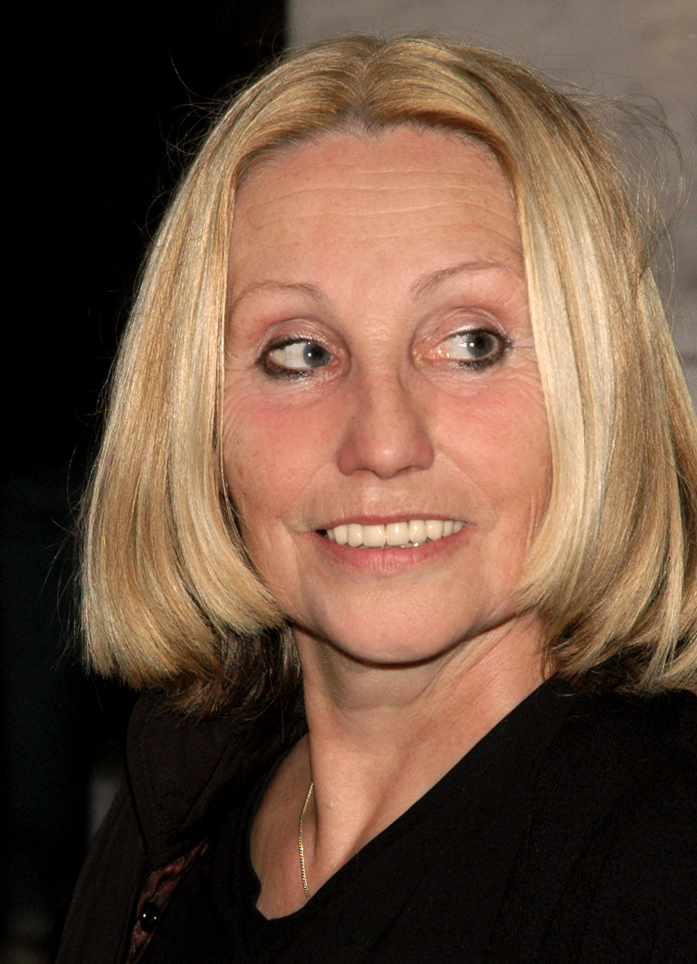
Olga Sommerová
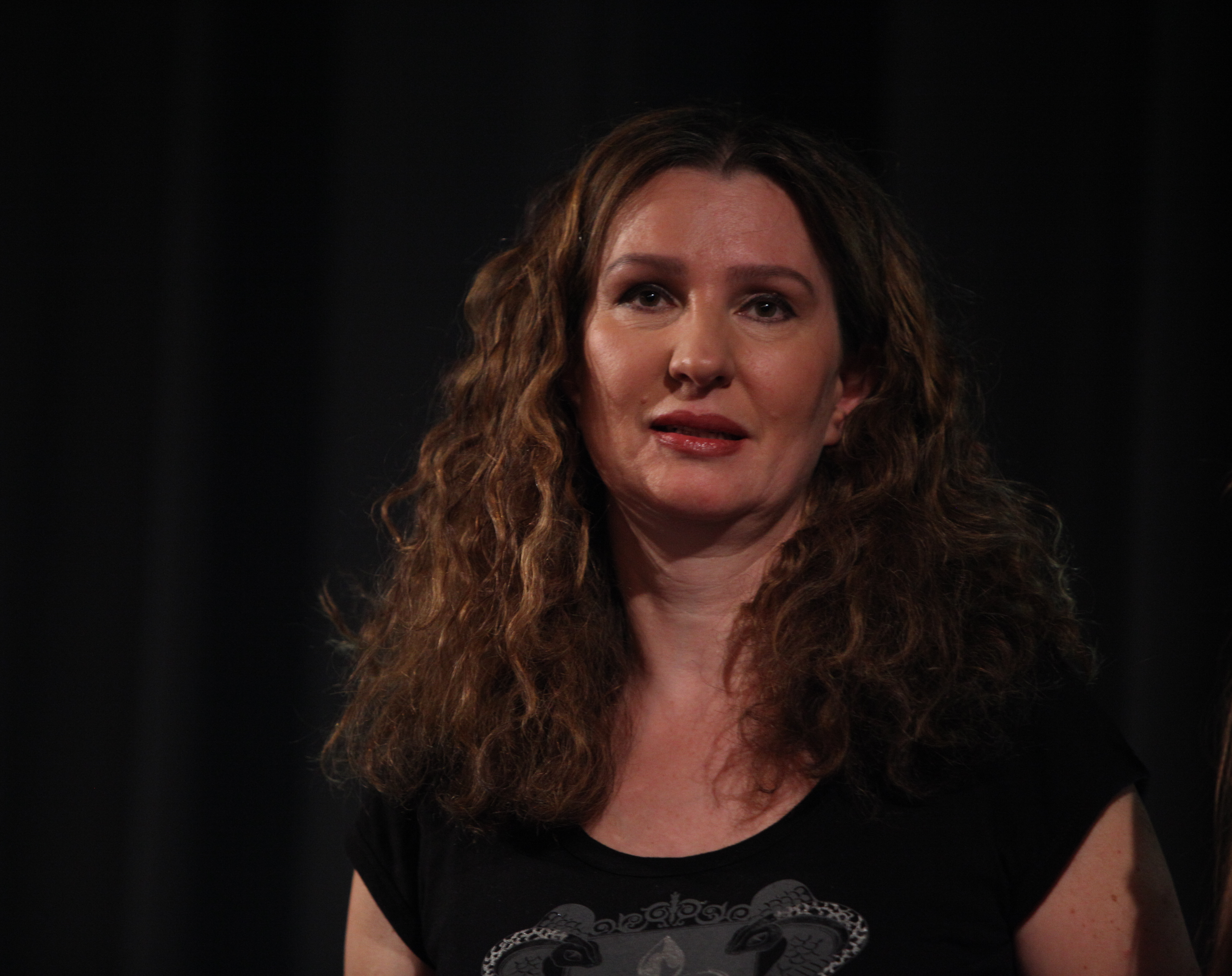
Irena Pavlásková
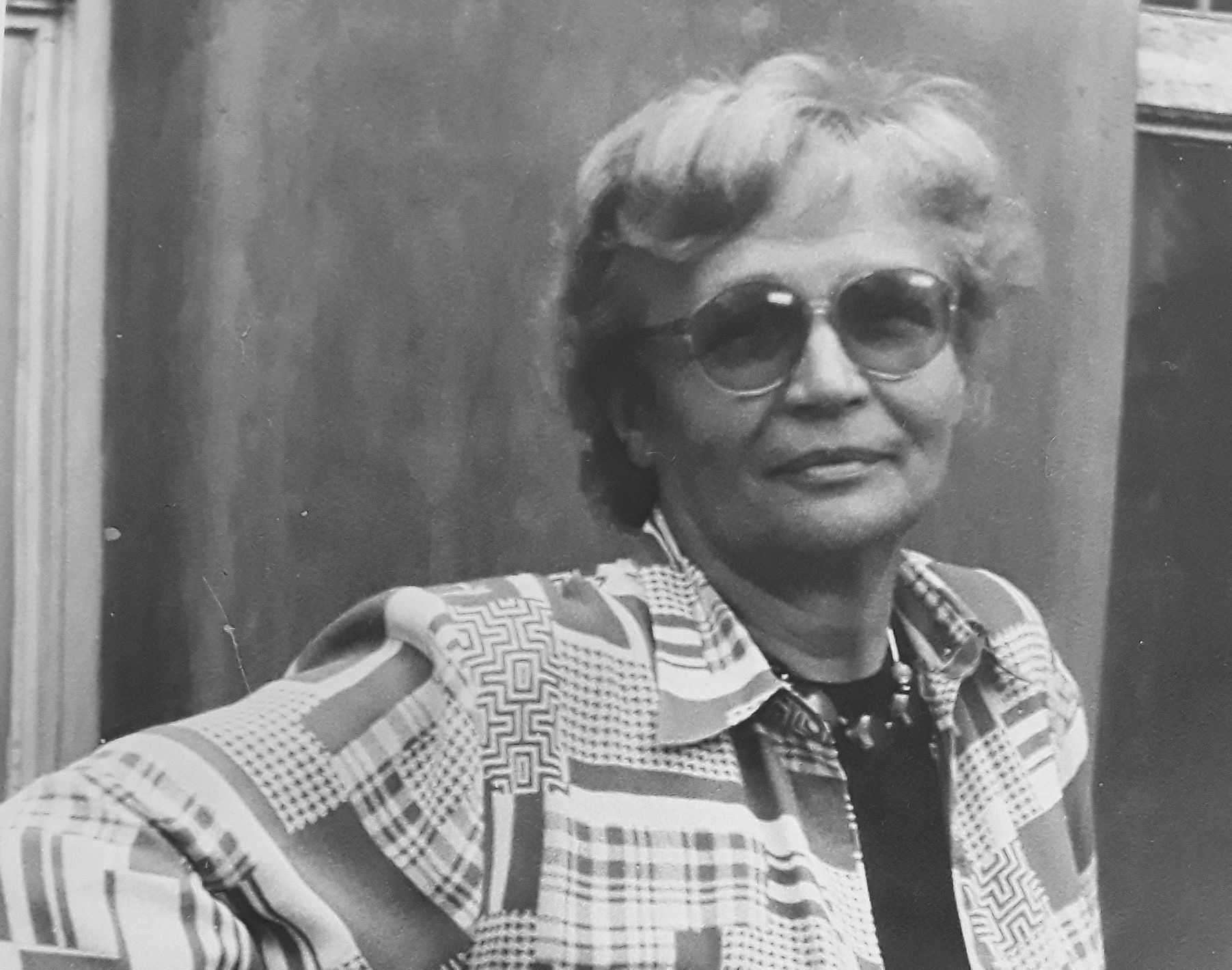
Marcela Pittermannová
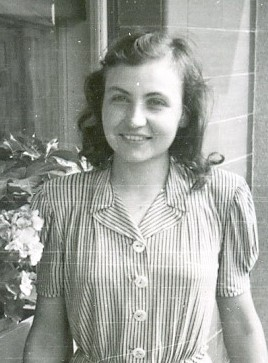
Olga Růžičková
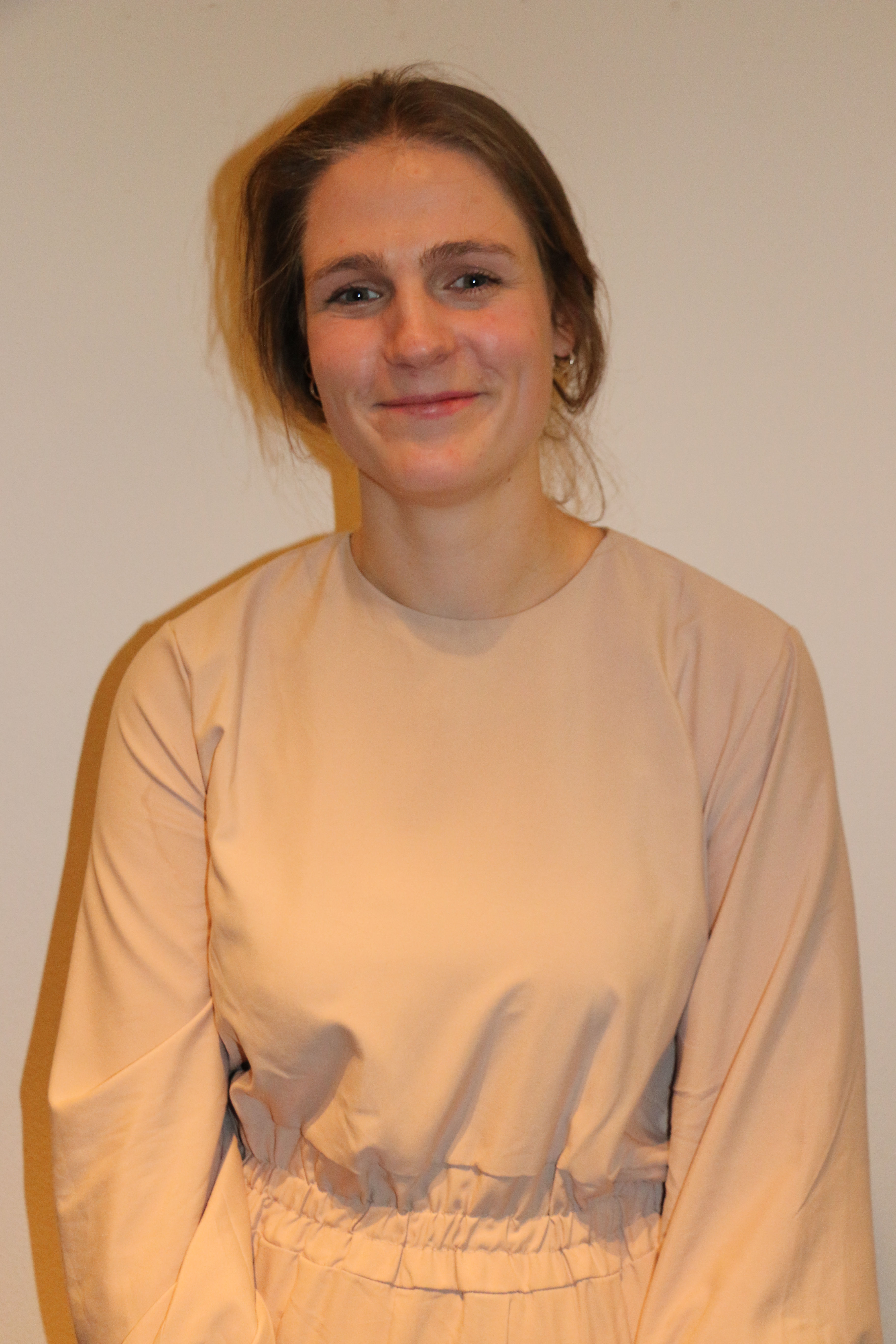
Karolína Davidová
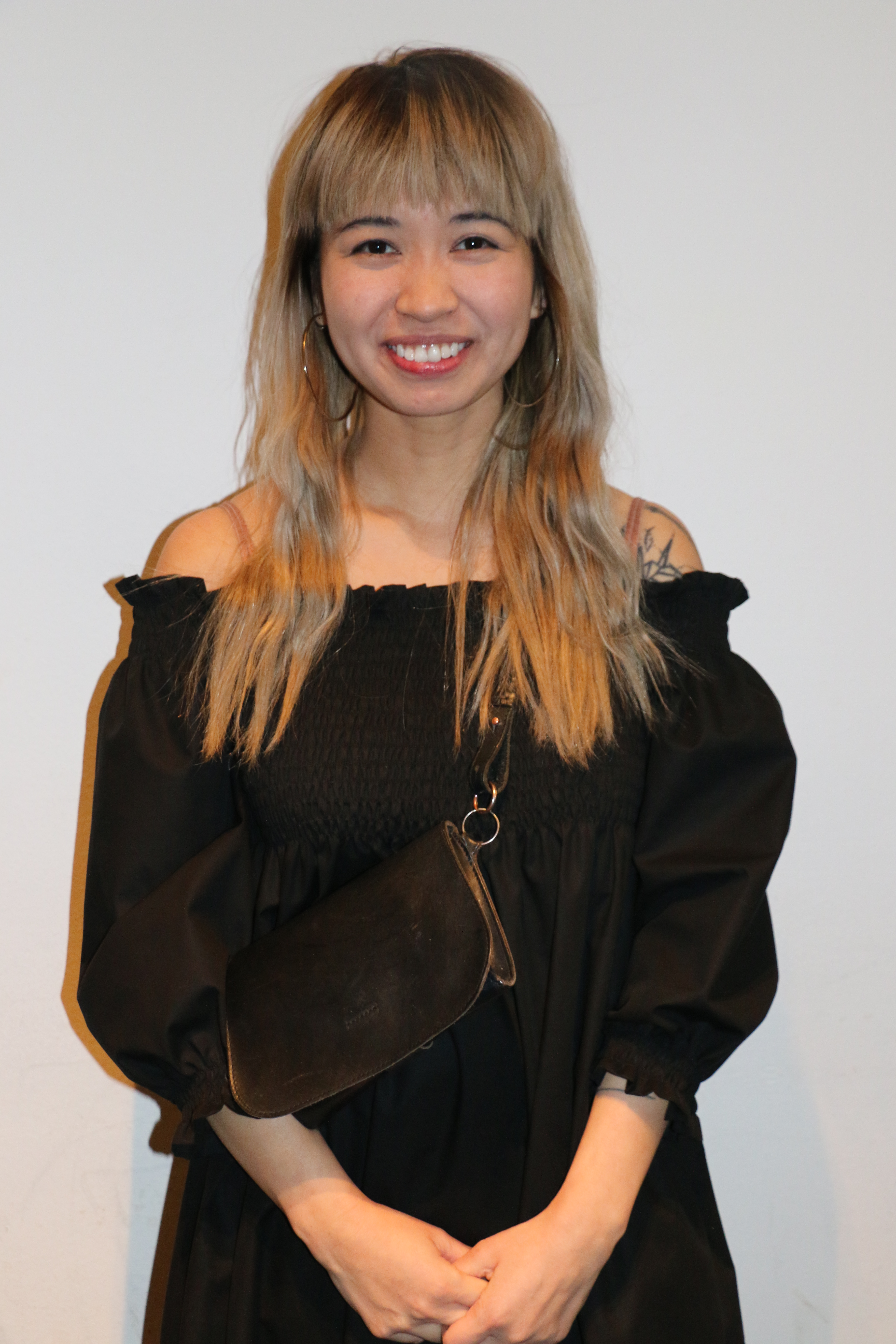
Diana Cam Van Nguyen
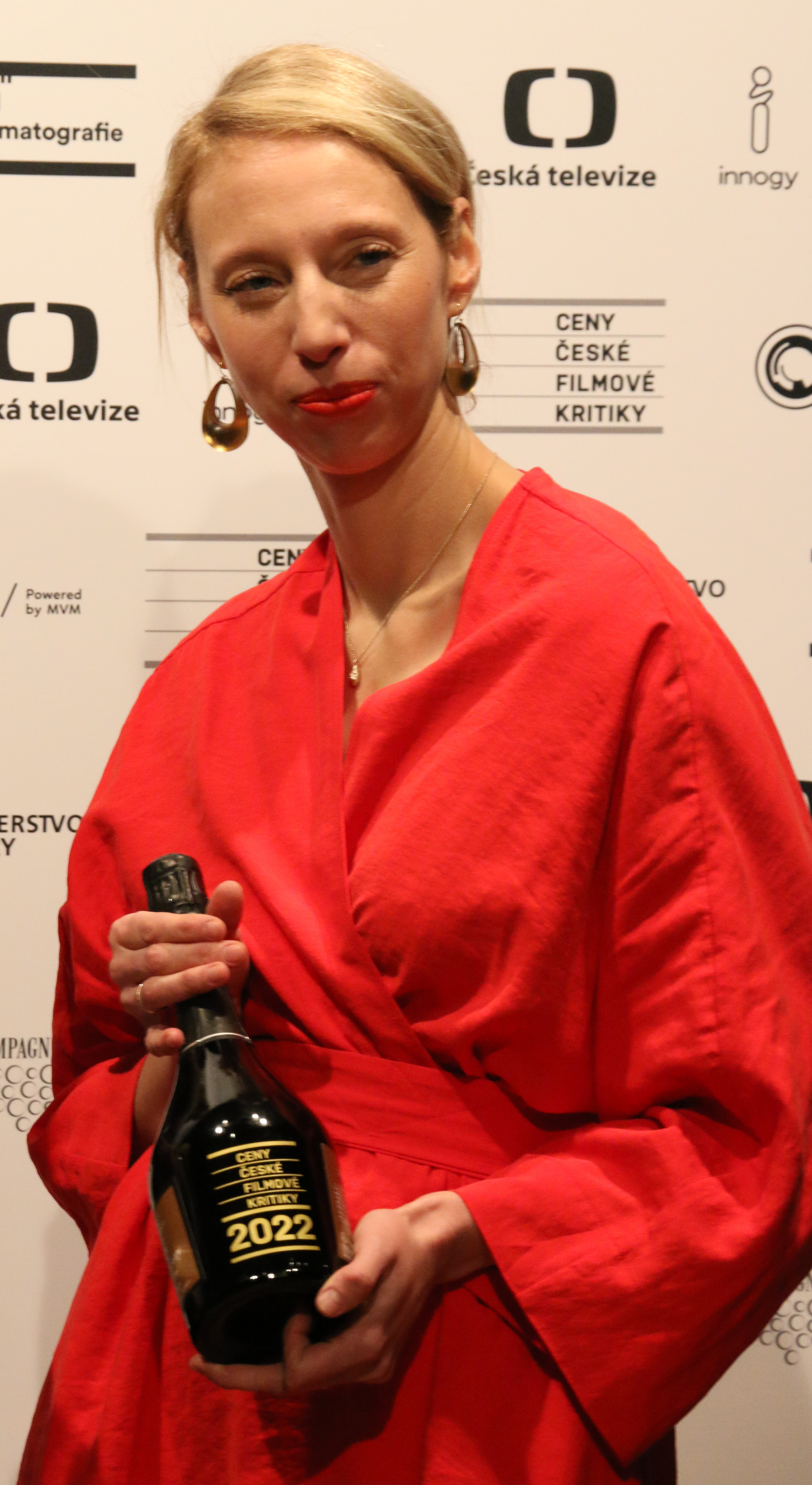
Rozálie Kohoutová
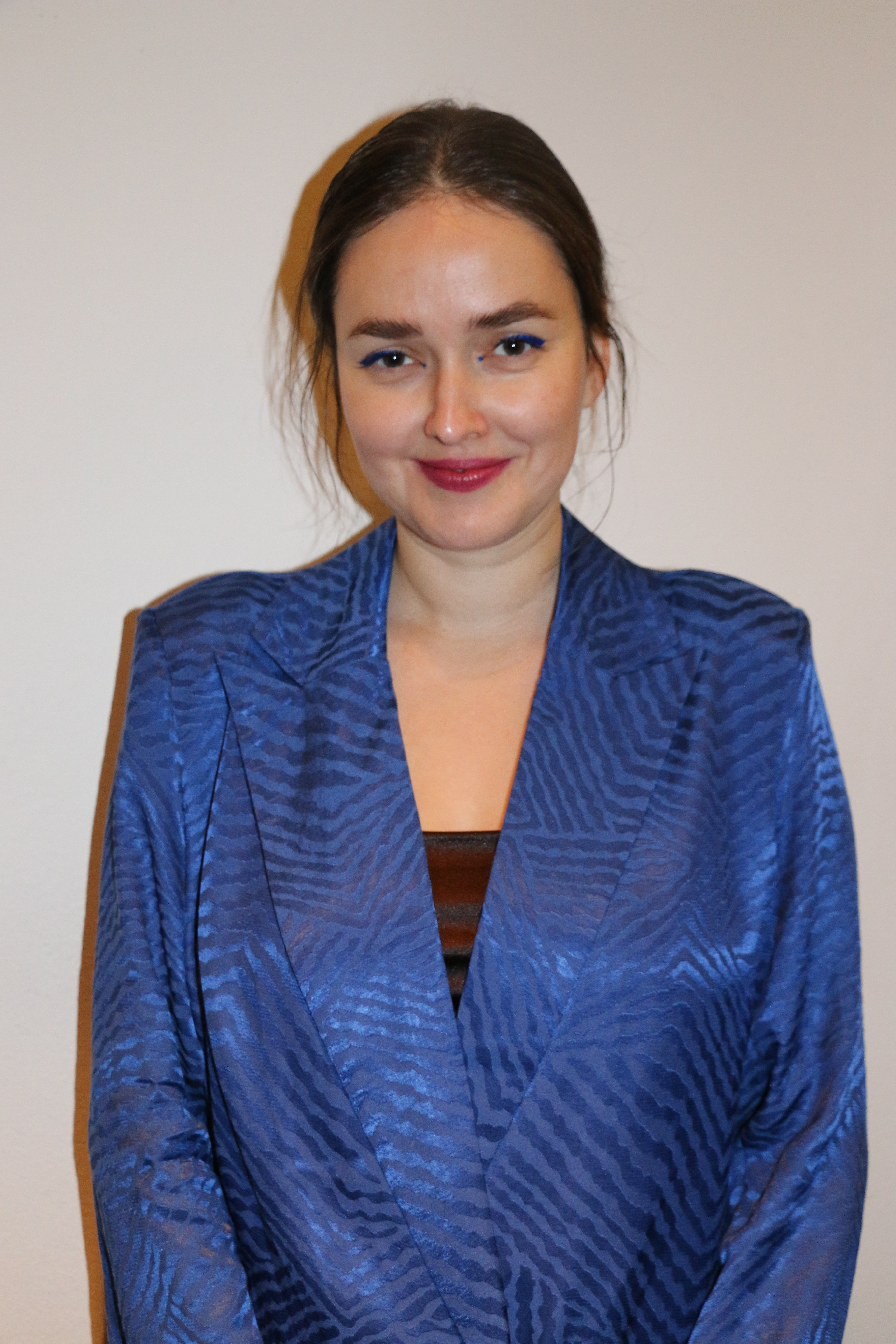
Julie Žáčková
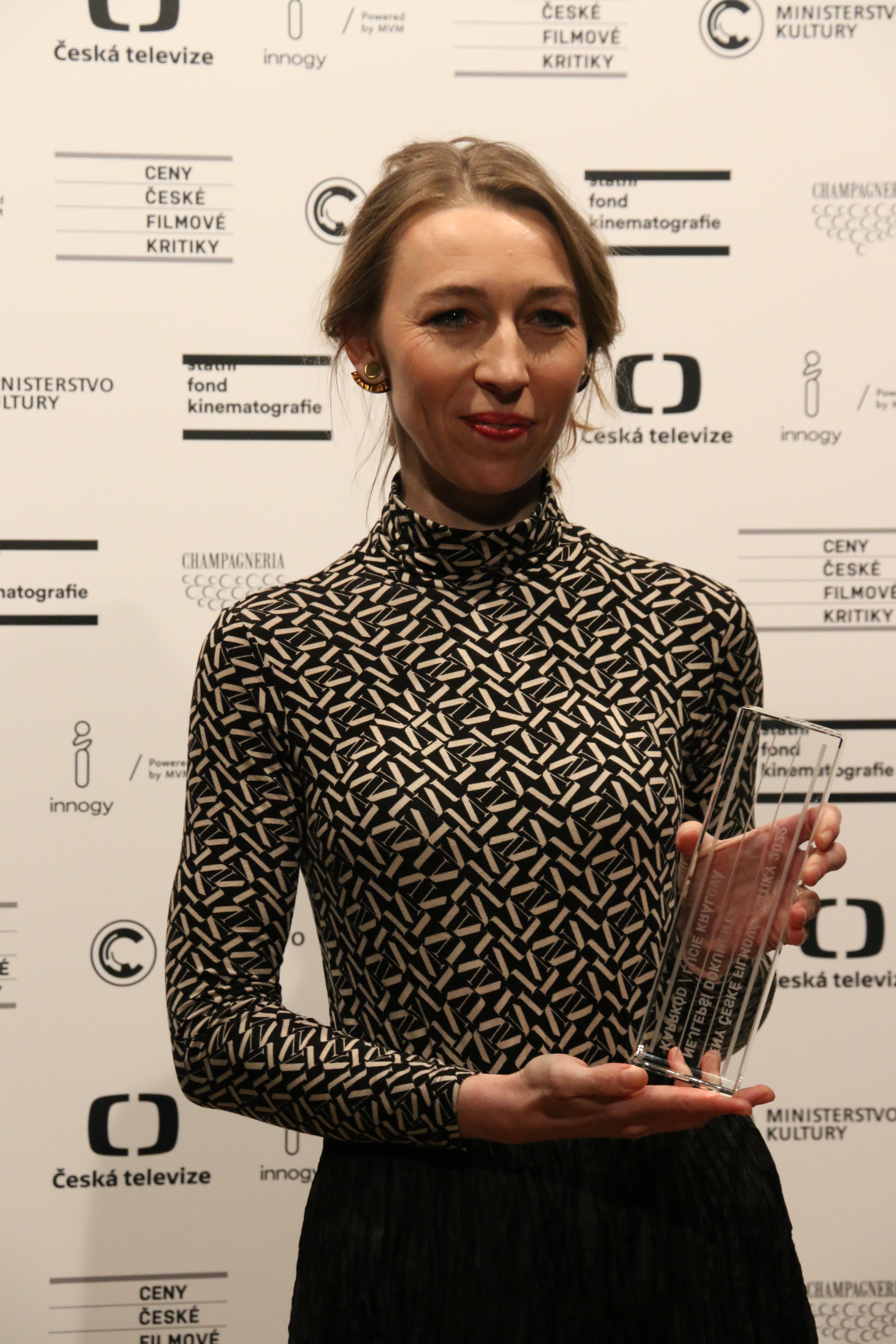
Lucie Králová (režisérka)
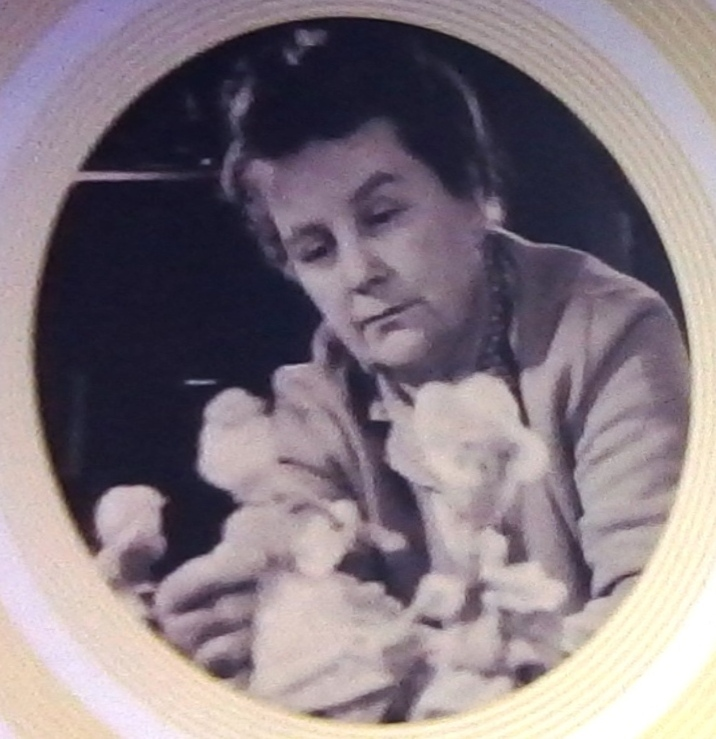
Hermína Týrlová
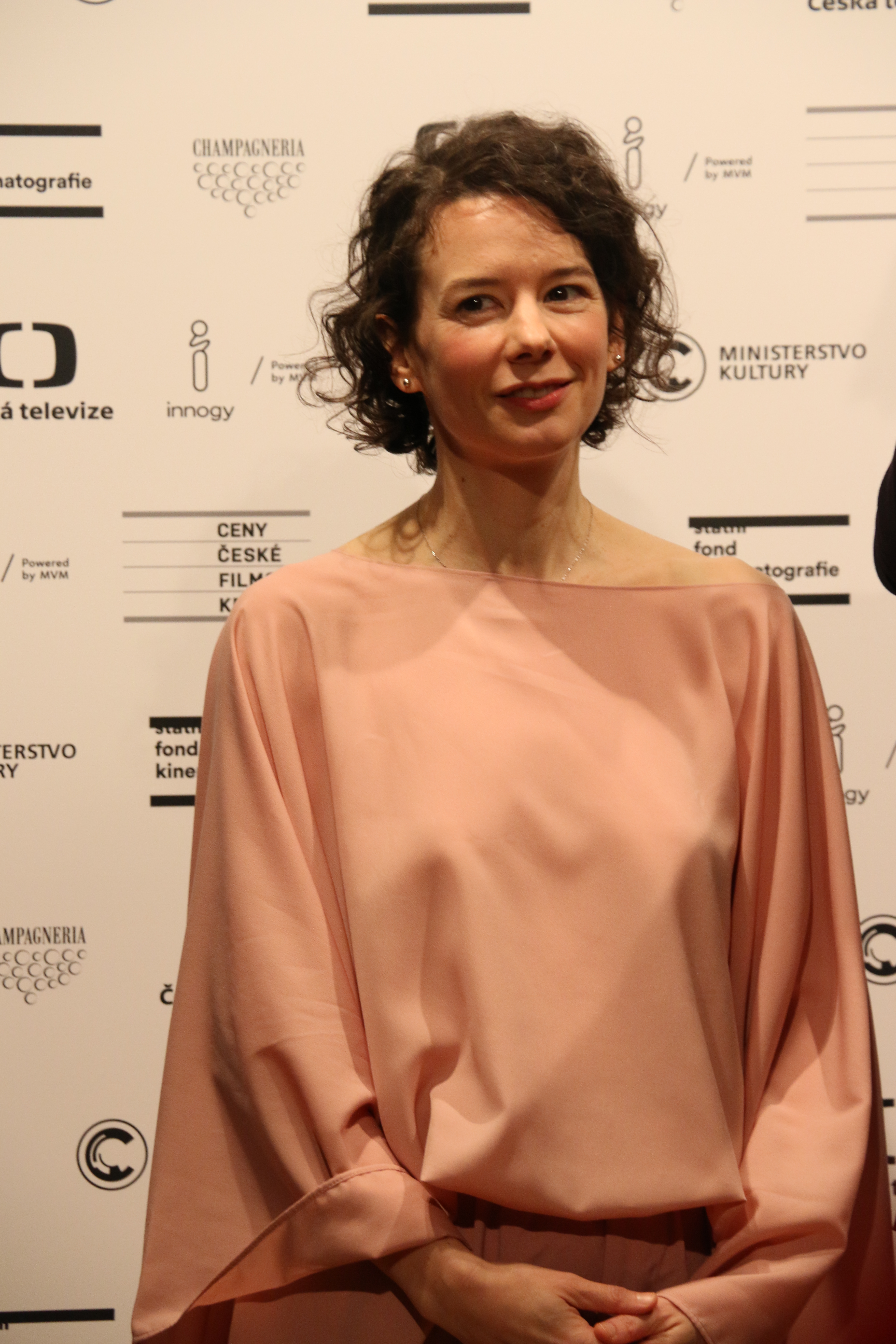
Janka Vlčková
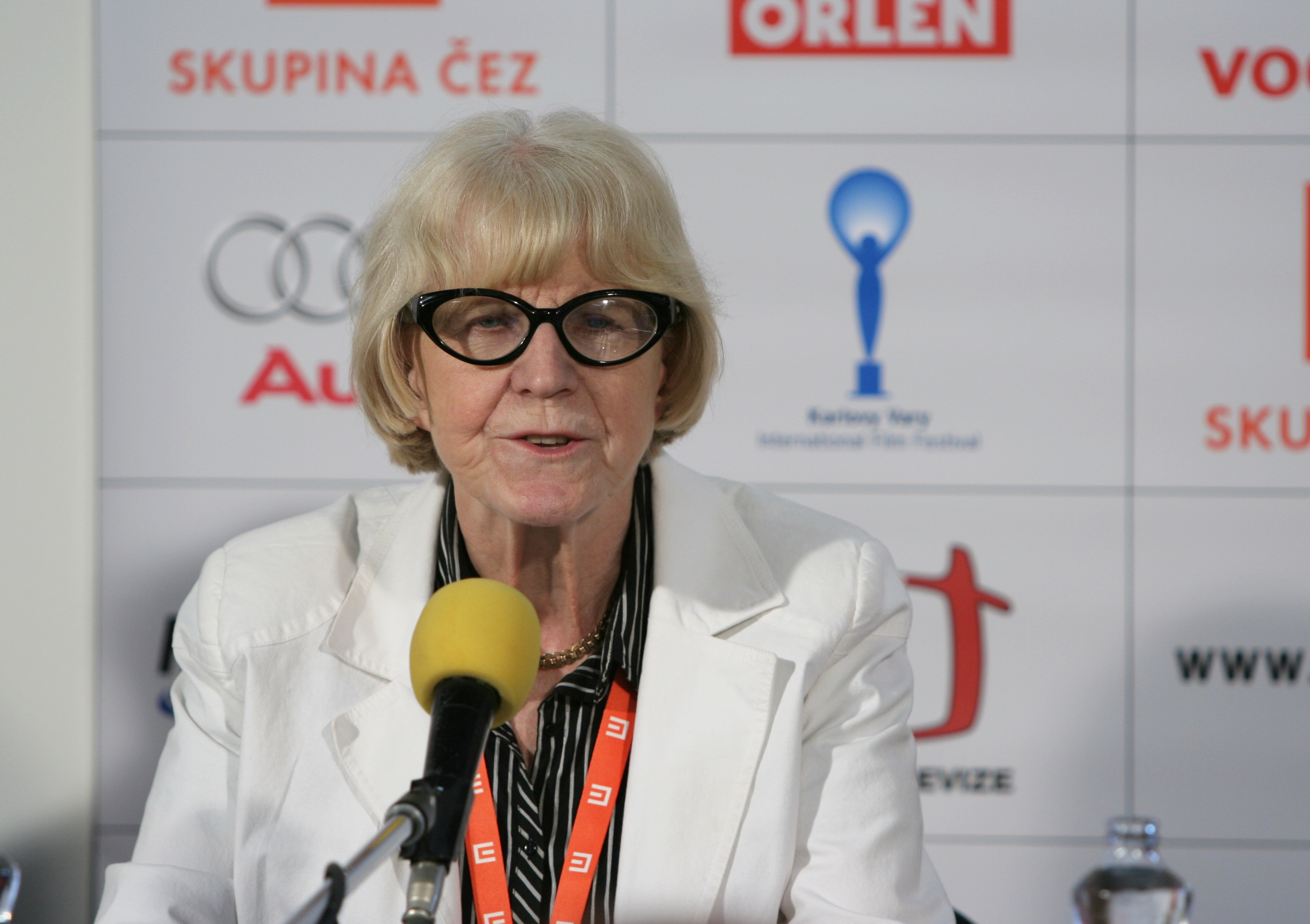
Eva Zaoralová